# Station Rosny-Bois-Perrier
Station Rosny - Bois Perrier is een spoorwegstation aan de spoorlijn Paris-Est - Mulhouse. Het ligt in de Franse gemeente Rosny-sous-Bois in het departement Seine-Saint-Denis (Île-de-France).

## Geschiedenis
Het station werd in 1971 geopend. Sinds 30 augustus 1999 wordt het station aangedaan door de RER E. In de aanloop daarvan zijn de perrons verhoogd van 55 cm naar 92 cm.

## Ligging
Het station ligt op kilometerpunt 11,216 van de spoorlijn Paris-Est - Mulhouse.

## Diensten
Het station wordt aangedaan door treinen van de RER E tussen Haussmann Saint-Lazare en Villiers-sur-Marne - Le Plessis-Trévise.

## Vorig en volgend station
| Richting               | Vorig station | Lijn  | Volgend station | Richting |
| ---------------------- | ------------- | ----- | --------------- | -------- |
| Haussmann Saint-Lazare | Noisy-le-Sec  | RER E | Rosny-sous-Bois | Tournan  |

## Intermodaliteit
Het op 13 juni 2024 geopende aanliggende metrostation Rosny-Bois-Perrier biedt overstapmogelijkheden naar lijn 11 van de Metro van Parijs. Er zijn ook overstapmogelijkheden naar de lijnen 102, 121, 143, 145, 221, 245 en 346 van het RATP-busnetwerk en de N142 Noctilien-lijn, een nachtbus van Transilien.